# Frascati (vino)
Il Frascati è una DOC riservata ad alcuni vini la cui produzione è consentita nella provincia di Roma.

## Vitigni con cui è consentito produrlo
- Malvasia Bianca di Candia e/o Malvasia del Lazio (Malvasia puntinata) minimo 70%;
- Bellone, Bombino bianco, Greco bianco, Trebbiano toscano, Trebbiano giallo da soli o congiuntamente fino ad un massimo del 30%.
- Altre varietà di vitigni a bacca bianca idonei alla coltivazione nella Regione Lazio fino ad un massimo del 15% di questo 30%.[1]

## Zona di produzione
La zona di produzione del "Frascati DOC" comprende per intero il territorio dei comuni di Frascati, Grottaferrata, Monte Porzio Catone, ed in parte quelli di Roma e Monte Compatri.
La zona della DOC “Frascati” si estende per 8 300  ettari sul versante settentrionale dei Colli Albani.
Si tratta di terreni di origine vulcanica (ad iniziare da 600 000  anni fa, la zona è stata interessata dall'attività del cosiddetto “Vulcano Laziale”) costituiti da ceneri e lapilli sedimentati in strati di notevole spessore più o meno cementati.
Sono presenti:
pozzolane (localmente dette "terrinelle") che danno luogo a terreni sabbiosi, profondi, permeabili;
tufi litoidi (i più abbondanti), più o meno duri, formatesi per cementazione di ceneri e lapilli (localmente chiamati cappellacci, cappellacci teneri, occhio di pesce, occhio di pernice, ecc.), pressoché impermeabili che richiedono lavori profondi di scasso per essere messi a coltura;
rocce laviche, dure, praticamente incoltivabili;
alluvioni recenti da cui derivano terreni profondi, tendenzialmente argillosi, spesso umidi.
La loro altitudine è compresa tra i 70 e i 500 m s.l.m., con pendenza variabile ed esposizione ad ovest e a nordovest.
Il loro clima è di tipo mediterraneo di transizione con precipitazioni medie annue di 920 mm, moderata aridità estiva (pioggia 120 mm). Temperatura media di 14,6 °C, con temperatura media inferiore ai 10 °C per 3-4 mesi (minima di 3,4-4,0 °C) e una temperatura relativamente elevata e ottima insolazione nei mesi di settembre ed ottobre (in qualche anno anche fino al mese di novembre).
«…la combinazione tra le caratteristiche del terreno ed i fattori climatici, determina per i vini bianchi, la produzione di significative quantità di precursori aromatici che consentono di esaltare le caratteristiche organolettiche e i sentori tipici dei diversi vitigni.»

## Tecniche di produzione
Densità minima 3 000 ceppi/ha). È vietata ogni pratica di forzatura, ma consentita l'irrigazione di soccorso. Non sono ammessi impianti a tendone. Tutte le operazioni di vinificazione debbono essere effettuate nella zona prevista per la DOC, ma sono ammesse eccezioni.

## Caratteristiche organolettiche
- colore: paglierino più o meno intenso;
- odore: vinoso, con profumo caratteristico delicato;
- sapore: sapido, morbido, secco, amabile o abboccato;
- acidità totale minima: 4,5 g/l.[1]

## Storia
Un anonimo cronista al seguito di quello splendido mecenate e raffinato buongustaio che fu il cardinale Scipione Borghese- l'artefice delle più belle e fastose ville tuscolane - così descrive le bellezze dei luoghi, che già in quel tempo, prima della metà del Seicento, era giustamente rinomato: "della bontà del sito non mi è necessario dirlo, perché la virtù et la varietà et la opportunità del terreno si mostra pur anco hoggidì, quando le sue vigne producono frutti et liquori di tale squisitezza, che io non intendo in quale parte si trovino migliori". Tra i più antichi ed illustri intenditori del "Frascati" - anche perché ne fu il primo e più autorevole estensore delle norme di coltivazione e vinificazione nel suo celebre trattato De Agricultura - spicca certamente Marco Porcio Catone detto Il Censore. Originario di una famiglia di viticultori tuscolani, uomo sapiente, abile politico e oratore, capitano valoroso, governatore di province, gradiva egli stesso porsi al lavoro delle sue terre assieme ai propri dipendenti, dividendone poi il cibo semplice ed il vino genuino.
Varrone ricorda le feste tuscolane "Vinalia" per il vino nuovo del Tuscolo ed alcuni provvedimenti relativi alla sua esportazione in Roma. Con questo buon vino, al dire di Macrobio, Ortensio innaffiava i celebri platani che aveva piantato sulle liete pendici tuscolane perché crescessero più rigogliosi. In questa carrellata dei più antichi cultori e frequentatori del Tuscolo, come non ricordare il grande Marco Tullio Cicerone, che vi possedeva la prediletta tra le sue ville dove amava rifugiarsi di preferenza e da dove trasse il titolo la sua più celebrata opera filosofica, le "Tusculanae disputationes"?
Anche Lucullo, il celebre generale romano, passato alla storia più per la predilezione della buona tavola che per quella di armi e di studi, possedeva una splendida villa alle falde del Tuscolo dove si dilettava ad invitare amici, quali Cicerone e Catone l'Uticense - pronipote del grande Marco Porzio - ospiti non solo della sua fornitissima biblioteca ma altresì dei suoi famosissimi banchetti, dove certamente il vino tuscolano scorreva abbondante.
Si deve giungere a Paolo III Farnese (1533-49) - Papa italianissimo, che prima di salire al soglio di Pietro era stato vescovo suburbicario di Tuscolo ad aveva appreso ad amare Frascati e le sue bellezze naturali, per vedere ristabilire la supremazia del Frascati sul vino d'Oltralpe. Dopo aver dichiarato che " i vini francesi danno alla testa" Paolo III li bandì senz'altro dalla sua mensa.
Dopo la seconda metà del secolo XVI fu assai sentita la necessità di tutelare il costo della vendita dei vino, destinati al popolo. Coincide con questo movimento di vera e propria tutela del consumatore l'apparizione della "fojetta" (1589) imposta da Sisto V. Precursore di questo regime di tutela fu Marcantonio Colonna, Signore e Vicario di Giulio II della Rovere, che negli statuti concessi alla città di Frascati stabiliva in alcuni importantissimi articoli regole che ancor oggi vengono ribadite in decreti. Precisamente detta l'art. 96: "che il vino delli forestieri si venda a ellezione dei soprastanti" (quindi un Consorzio di Difesa e Tutela ante litteram). "Statuimo et ordiniamo che qualunque del detto castello, ovvero altri che venda vino, che lo portassi fori d'esso castello, a vendere in esso, che sia vino latino, non sia lecito a nessuno venderlo più di quello che gli sarà imposto dagli soprastanti, et chi contraffarà paghi pena di soldi vinti per qualunque volta et per qualunque misura".
Il Dalmasso, nella sua "Storia della vite e del vino in Italia", ricorda come il medico di Sisto V, Andrea Bacci, autore di uno dei primi trattati sui vini d'Italia, avesse definito Frascati  "luogo di delizie, generoso di uve e di vari frutti", mettendo in evidenza che quegli industriosi coltivatori avevano propagato nelle loro vigne le viti più elette d'Italia" dalle quali si ottenevano vini che venivano forniti "ai conviti principeschi, nonché alle mense borghesi di Roma".

## Disciplinare
Precedentemente all'attuale disciplinare questa DOC era stata:
Approvata con DPR 03.03.1966 G.U. 119 - 16.05.1966
Modificata con DPR 01.08.1983 G.U. 320 - 22.11.1983
Modificata con DPR 18.11.1987 G.U. 75 - 30.03.1988
Modificata con DPR 05.12.1990 G.U. 59 - 11.03.1991
Modificata con DM 28.10.1996 G.U. 266 - 13.11.1996
Modificata con DM 26.11.1996 G.U. 293 - 14.12.1996
Modificata con DM 12.03.1997 G.U. 66 - 20.03.1997
Modificata con DM 13.11.1997 G.U. 277 - 27.11.1997
Modificata con comunicato G.U. 291 - 15.12.1997
Modificata con DM 01.04.1999 G.U. 81 - 08.04.1999
Modificata con DM 15.06.2000 G.U. 148 - 27.06.2000
Modificata con DM 28.07.2000 G.U. 184 - 08.08.2000
Modificata con DM 25.09.2000 G.U. 231 - 03.10.2000
Modificata con DM 10.10.2000 G.U. 249 - 24.10.2000
Modificata con DM 30.05.2001 G.U. 136 - 14.06.2001
Modificata con DM 21.02.2002 G.U. 65 - 18.03.2002
Modificata con DM 26.04.2005 G.U. 114 - 18.05.2005
Modificata con DM 04.08.2009 G.U. 191 19.08.2009
Modificata con DM 20.09.2011 G.U. 241 - 15.10.2011
Il precedente disciplinare prevedeva:
Produzione uva per ettaro: t 14,0
Resa massima dell'uva in vino: 70 %
Vitigni con cui è prodotto:
- Malvasia Bianca di Candia: 50.0 %
- Trebbiano Toscano: 10.0% - 20.0 %
- Malvasia del Lazio (Puntinata): 10.0% - 40.0 %
- Greco, Trebbiano giallo, Bellone e Bombino Bianco fino a un massimo del 30 %;

in tale ambito le altre varietà di vitigni a bacca bianca, idonei alla coltivazione nella Regione Lazio, presenti nei vigneti, possono concorrere sino ad un massimo del 15 %
Caratteristiche organolettiche:
- colore: paglierino più o meno intenso;
- odore: vinoso, con profumo caratteristico delicato;
- sapore: sapido, morbido, fine, vellutato, secco, amabile o abboccato;
- titolo alcolometrico volumico totale minimo: 11.00 % vol;
- acidità totale minima: 4,5 g/l;

La denominazione prevedeva anche il "Frascati Superiore" ed il "Frascati Cannellino" che nel 2011 sono stati inseriti in due nuove DOCG: la Frascati Superiore DOCG e la Cannellino di Frascati. Inoltre prevedeva il Frascati novello che non ha più diritto ad alcuna denominazione.

## Abbinamenti consigliati
Il Frascati si accompagna perfettamente ad antipasti, minestre, primi piatti secondi piatti di pesce e carni bianche, formaggi di media stagionatura, oltre ad essere utilizzato come ottimo aperitivo.

## Produzione
Provincia, stagione, volume in ettolitri
- Roma  (1990/91)  194841,0
- Roma  (1991/92)  36085,39
- Roma  (1992/93)  42042,15
- Roma  (1993/94)  27831,62
- Roma  (1994/95)  31861,14
- Roma  (1995/96)  20201,4